# Marshall County (Kansas)
Marshall County je okres ve státě Kansas v USA. K roku 2010 zde žilo 10 117 obyvatel. Správním městem okresu je Marysville. Celková rozloha okresu činí 2 342 km².